# Milton Machado Mourão

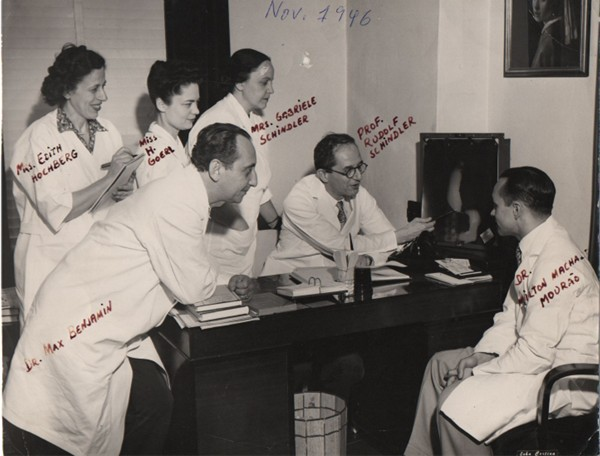
Professor Rudolf Schindler e seu assistente Milton Mourão em reunião na Schindler Clinic, junto com Gabriele Schindler e os assistentes Goerl, Max Benjamin e Edith Hochberg

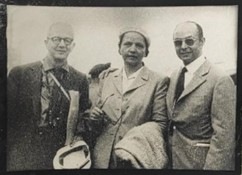
Dr. Milton com os Schindlers no Aeroporto da Pampulha antes de sua partida para os Estados Unidos.

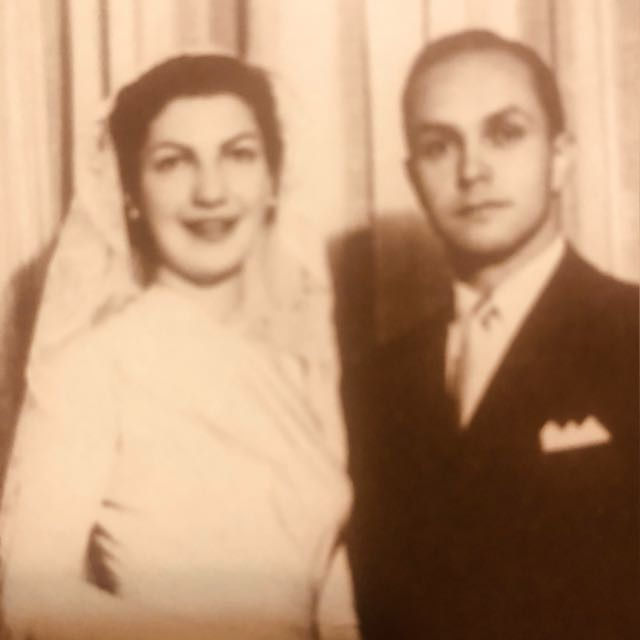
Foto de casamento de Milton e Gilda

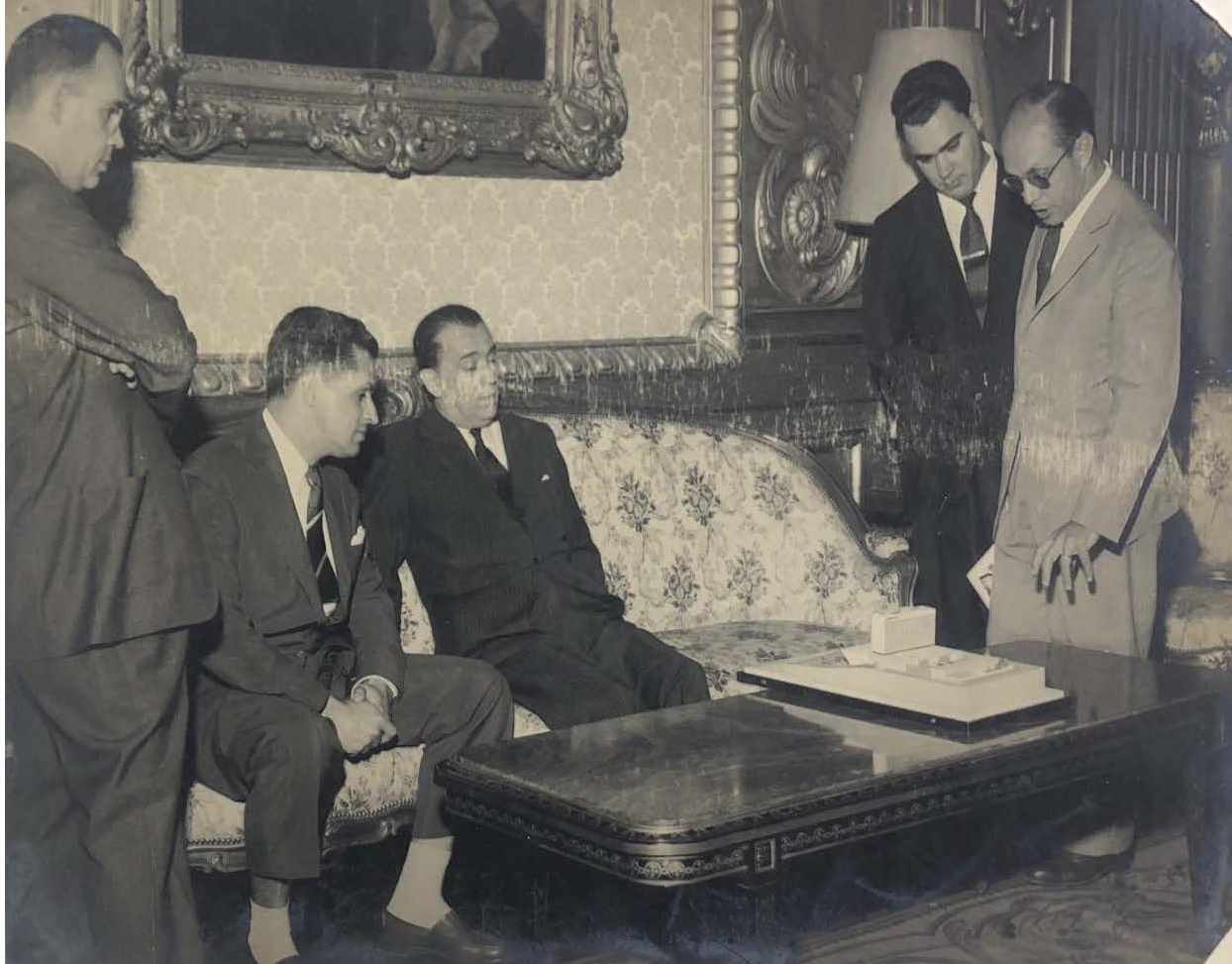
Milton Mourão mostrando maquete do que viria a ser o Hospital Santa Mônica (atual Hospital Belo Horizonte) para Juscelino Kubistchek em 1958

Nascido em 1920 na pequena cidade de Bom Sucesso, Minas Gerais, Milton Machado Mourão foi pioneiro da endoscopia no estado. Ele foi responsável por introduzir o gastroscópio semiflexível no Brasil, precursor do endoscópio moderno, revolucionando os diagnósticos gastroenterológicos no país. Desde cedo, demonstrou interesse pela medicina, concluindo o ensino secundário em São João del Rei antes de se mudar para Belo Horizonte para cursar a Faculdade de Medicina.
Após a graduação, especializou-se nos Estados Unidos, e atuou, inicialmente, nos hospitais Sea View, em Nova York, e White Memorial, em Los Angeles. Neste período, trabalhou diretamente com Rudolf Schindler, considerado o "pai da gastroscopia moderna" por ter desenvolvido o primeiro gastroscópio semiflexível, instrumento que revolucionou os diagnósticos e tratamentos gastroenterológicos. Milton tornou-se o primeiro assistente dele, após a saída de Peter Salisbury, que abriu seu próprio consultório em Hollywood.
Durante sua colaboração com Schindler, Milton escreve artigos com o médico alemão. Sua experiência internacional permitiu que ele dominasse técnicas inovadoras que, anos depois, ajudariam a transformar o cenário da gastroenterologia no Brasil.
A relação entre os médicos se torna estreita a ponto de, em 1958, Schindler aceitar o convite de Milton Mourão para vir ao Brasil integrar o corpo docente da Universidade de Minas Gerais, em Belo Horizonte. O alemão aceitou o convite e lecionou na instituição por dois anos, período em que aprimorou seu domínio do português e contribuiu para a disseminação da gastroenterologia no Brasil. No entanto, precisou retornar aos Estados Unidos em 1960 devido ao agravamento da saúde de sua esposa, Gabriele.
Paralelamente a sua atuação na medicina, Mourão consolidava sua vida pessoal. Em 23 de dezembro de 1950, Milton Mourão casou-se com Gilda Falci, enfermeira e instrumentista do Hospital São José, filha da Antonio Falci, da Casa Falci. Gilda teve papel fundamental no apoio das iniciativas do marido, incluindo a construção do Hospital Santa Mônica e na sua atuação como integrante e presidente do Conselho do América Futebol Clube.
O casal estabeleceu residência em Belo Horizonte, em uma casa modernista projetada pelos arquitetos Walter Machado, Jefferson Lodi e Suzy de Mello. Localizada na Avenida Bias Fortes, a residência preserva o estilo da época, caracterizado por teto abobadado e integração entre os espaços. Foi nesse lar que criaram seus sete filhos.
Em 1957, Milton Mourão idealizou e fundou o Hospital Santa Mônica, atualmente conhecido como Hospital Belo Horizonte. Como diretor presidente entre o começo de 1957 e o final de 1971 e posteriormente chefe do Departamento de Gastroenterologia e Endoscopia Digestiva até 1977, ele consolidou sua influência na medicina mineira. Seu trabalho foi amplamente reconhecido. Em 1990, recebeu uma homenagem no Hospital Sírio-Libanês, em São Paulo, sendo reconhecido como o "Primeiro Endoscopista Gástrico do Brasil", por iniciativa do cirurgião Daher Cutait.
Além de sua destacada atuação na medicina, Milton Mourão também deixou sua marca no América MG, onde exerceu a função de Presidente do Conselho Deliberativo na década de 1970. Permaneceu ativo no clube até o seu falecimento em 2012. Foi, também, eleito membro honorário da Academia Mineira de Medicina e recebeu os títulos de Cidadão Honorário de Belo Horizonte (2001) e Cidadão Honorário de Coronel Xavier Chaves (2010), em reconhecimento à sua contribuição para a saúde e o desenvolvimento comunitário em Minas Gerais.